# Stenløse
Stenløse, è un centro abitato appartenente al comune danese di Egedal nella regione di Hovedstaden. 
Fino all'entrata in vigore della riforma amministrativa del 1º gennaio 2007 il centro abitato è stato capoluogo dell'comune omonimo che faceva parte della contea di Frederiksborg.